# Comunidad de aprendizaje en línea
Una comunidad de aprendizaje en línea es un espacio público o privado en internet que responde a las necesidades de aprendizaje de sus miembros, facilitándolo entre pares o más miembros. A través de las redes sociales y la comunicación por computadora, los involucrados, como una comunidad, trabajan por alcanzar un objetivo de aprendizaje compartido. Los objetivos de aprendizaje pueden ser propuestos por el punto focal de la comunidad o pueden surgir de las discusiones entre los participantes que reflejan sus intereses personales. En una comunidad de aprendizaje en línea, las personas comparten conocimientos a través de la discusión textual (sincrónica o asíncrónica), audio, vídeo, u otros medios de Internet compatible.

## ¿Qué es una comunidad virtual?
Haciendo foco en la comunidad virtual, la misma tiene como aspecto que la distingue que la interacción entre sus miembros se realiza a través de diferentes herramientas de comunicación. Se han asignado términos para hacer referencia a las comunidades virtuales : comunidad virtual, comunidad en línea, comunidad de internet, comunidad digital, cybercomunidad.
Entre las ventajas de una comunidad virtual se destacan las posibilidades de sincronismo y asincronismo, facilitan el intercambio  y la comunicación entre sus participantes y la conectividad entre personas que pertenecen a distintos espacios geográficos. Mercer (2001), citado por Miranda Díaz (2004), destaca que la comunidad en línea deja registro de las discusiones e interacciones entre sus integrantes, lo que beneficia colateralmente a personas que no pertenecen a la comunidad, quienes pueden acceder a la información colectiva "como una mente grupal asistida” por la Internet .
Jesús Salinas menciona que estas comunidades virtuales serán tanto más exitosas, cuanto más estén ligadas a tareas, objetivos o a perseguir intereses comunes juntos.
Entre los aspectos claves a la hora de analizar las comunidades virtuales, el disponer de una red de intercambio de información (formal e informal) y el flujo de la información dentro de una comunidad virtual constituyen elementos fundamentales, y éstos dependen de las siguientes características (Pazos, Pérez i Garcías y Salinas, 2001):

## Características de una comunidad virtual
- Accesibilidad, que viene a definir las posibilidades de intercomunicación, y donde no es suficiente con la mera disponibilidad tecnológica.
- Cultura de participación, colaboración, aceptación de la diversidad y voluntad de compartir, que condicionan la calidad de la vida de comunidad, ya que son elementos clave para el flujo de información. Si la diversidad y la colaboración no son bien recibidas y son vistas más como una amenaza que como una oportunidad, las condiciones de la comunidad serán débiles.
- Destrezas disponibles entre los miembros. El tipo de destrezas necesarias pueden ser destrezas comunicativas, gestión de la información y destrezas de procesamiento.
- Contenido relevante. La relevancia del contenido, al depender fundamentalmente de las aportaciones de miembros de la comunidad, está muy relacionada con los aspectos que hemos indicado como factores de calidad de las comunidades.

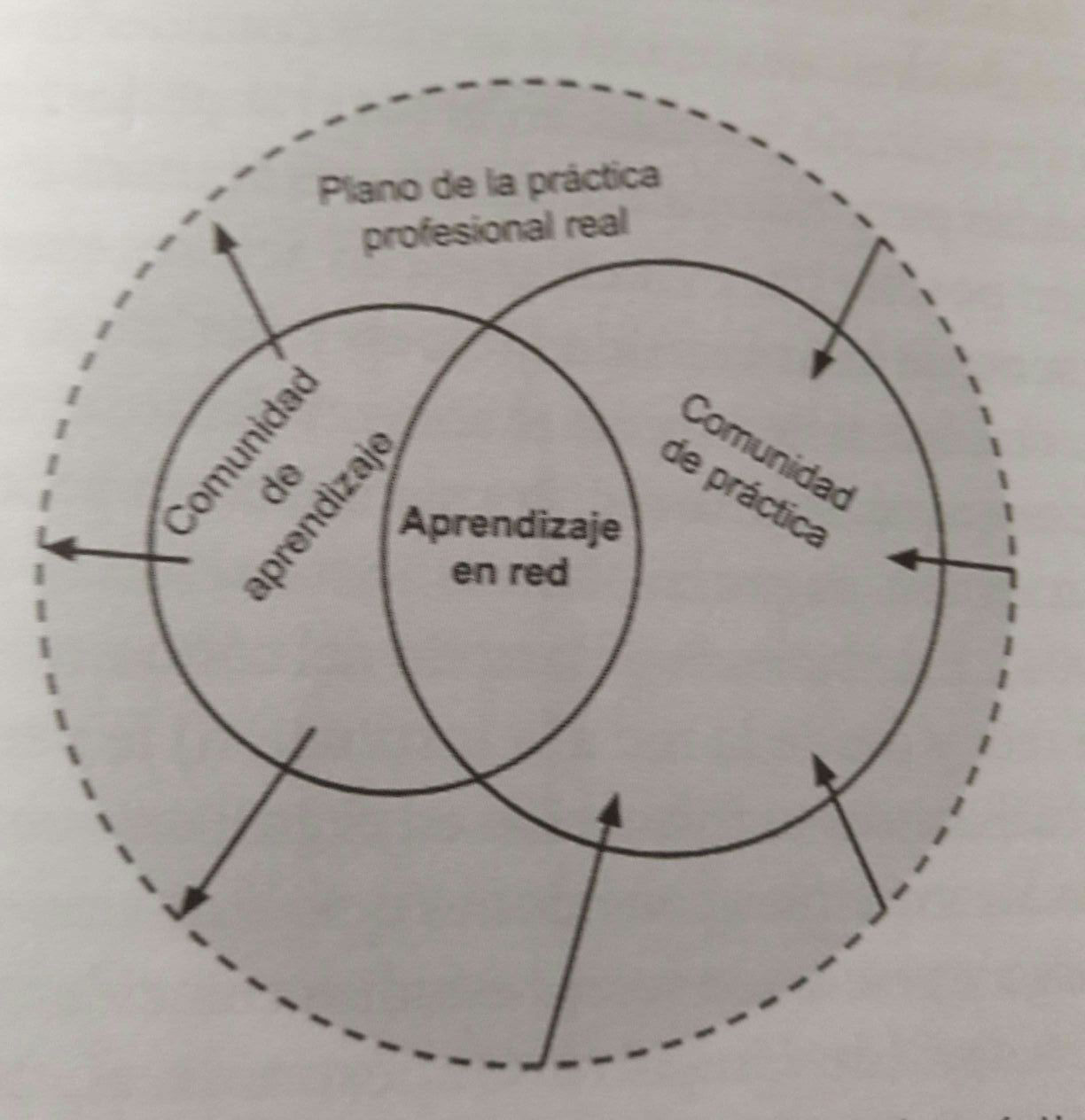
Comunidades de aprendizaje y comunidades de práctica.

## Ventajas de las comunidades virtuales
Según Cabero Almenara (2006) sus ventajas en relación con comunidades no virtuales son las siguientes:
- Las posibilidades de sincronismo y asincronismo que las redes permiten, facilitan la separación temporal y/o espacial en la que se encuentren los miembros de la comunidad virtual. Ello implica una alta flexibilidad, tanto para recibir mensajes como para enviarlos.
- La posibilidad de revisar el histórico de la comunicación realizado, que permite que se puedan beneficiar del conocimiento generado en el proceso otras personas no pertenecientes a la red, o que se revisen con facilidad las decisiones adoptadas. Devienen una fuente de información para la investigación y el análisis a aspectos referidos a cómo se genera el conocimiento.
- Facilita la comunicación entre personas de diferente espacio geográfico, posibilitando la transferencia de conocimientos a velocidades hasta hace poco tiempo impensadas.
- Interactividad ilimitada: el ordenador puede soportar complejos procesos de interacción entre los participantes, y de interacción de uno a uno y de uno a muchos.
- La comunicación no está obligada a realizarse en un sitio concreto, sino en aquel donde exista un ordenador y una conexión a la red.

## Clasificación de comunidades virtuales
Según Salinas (2003),  las comunidades virtuales pueden clasificarse según el objeto que persiguen en:
- Comunidades de aprendizaje en línea.
- Comunidades de práctica.
- Comunidades de investigación.
- Comunidades de innovación.
- Comunidades de colaboraciones.

## Sobre las comunidades de aprendizaje en línea
Bustos, Miranda y Tirado (2001), citados por Miranda Díaz (2004), afirman que una comunidad de aprendizaje en línea se caracteriza por el intercambio de conocimiento entre sus integrantes y, generalmente, trata de encontrar la solución a una tarea o un problema, o bien de explicar algún contenido o procedimiento entre los pares. 
Algunos autores destacan que las comunidades de aprendizaje constituyen un sistema social emergente complejo, donde el control se distribuye entre los participantes en lugar de estar centrado en una autoridad jerárquica. Sobre este asunto,  Miranda Díaz (2004), citado por Villa Lombana (2015), señala  que los participantes con mayores conocimientos o experiencia siempre instruyen a los nuevos integrantes, o aprendices.
En este sentido, en una comunidad, el aprendiz, sea cual fuere su conocimiento y experiencia, puede conocer a los miembros y establecer una relación estrecha con estos; aportar al propósito de  aprendizaje  que persigue la comunidad; y alcanzar sus intereses personales y colectivos. Mientras más se involucre el aprendiz en la comunidad, mayores oportunidades tendrá de aprender de —y con— sus compañeros.  

### Importancia de las comunidades de aprendizaje en línea
- Se generan espacios de discusión, construcción e interacción entre pares, lo que permite desarrollar habilidades argumentativas, adquirir conocimientos y adoptar una posición crítica frente a las posturas de los demás.

- Se aprende de las propias experiencias y del intercambio entre pares que comparten los mismos intereses.

- Ante la diversidad de los participantes se aprende de  otras culturas.

- Hay mayor motivación para la investigación, el trabajo  autónomo y la responsabilidad para participar en la comunidad con importantes participaciones.
- El beneficio más importante: podemos estudiar donde y cuando queramos, así que no necesitamos asistir a una institución.[5]

## Redes de aprendizaje en línea

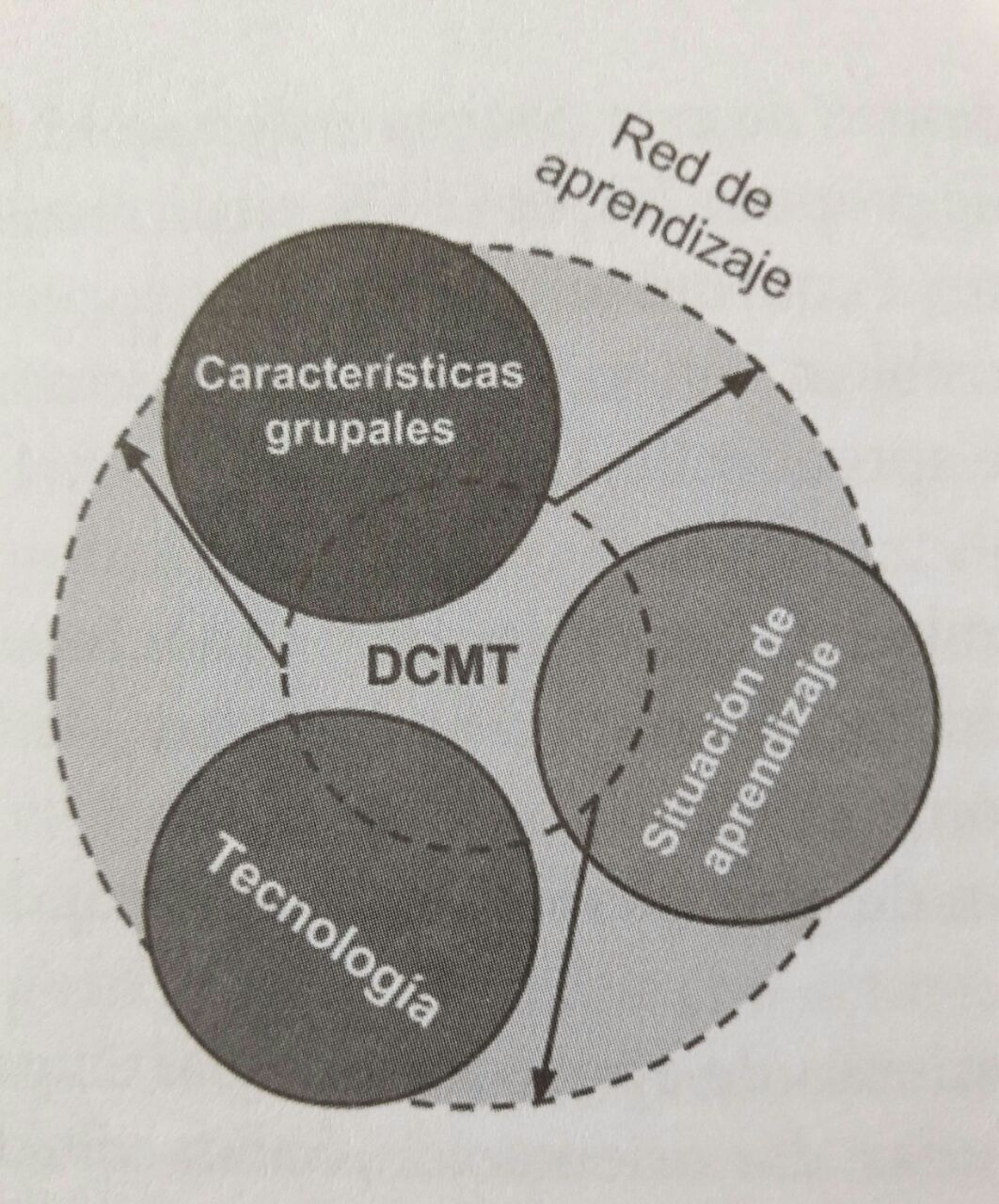
Dimensiones de la DCMT

Las redes de aprendizaje en línea que se conforman a partir de una comunidad de aprendizaje  se constituyen en un espacio propicio para  que los que participan en ella  puedan desarrollar a su vez sus competencias colaborando y compartiendo información a través de la construcción colaborativa del conocimiento. (sociedad del conocimiento). El aprendizaje en red es aquel que se produce en el marco de un entramado de vínculos sociales. Pueden diferir en su grado de formalidad, en su articulación con el mundo real o en el grado de autonomía de los participantes.
El diseño de una red de aprendizaje significativo debe tener en cuenta el contexto , un enfoque basado en el usuario alentando al diseño participativo cuya visión incluya a todo el entorno del aprendizaje las necesidades de las partes que intervienen y la evaluación de la tecnología disponible.

## Las DCMT
En una red de aprendizaje en línea , también denominada como DCMT ( Dinámicas Colaborativas Mediadas por Tecnología ),  los usuarios pueden: (Koper,2009)
- Intercambiar experiencias y conocimientos con otros.
- Trabajar en colaboración en proyectos.
- Crear grupos de trabajo, comunidades, debates y congresos.
- Ofrecer y recibir apoyo de otros usuarios de la red.
- Evaluarse a sí mismos y a otros.
- Buscar recursos para el aprendizaje.

Las DCMT se diferencian de otras variantes de interacción grupal precisamente por la mediación digital. Un rasgo claro de las DCMT es que las interacciones que se vuelven visibles como consecuencia de la documentación facilitada por la tecnología digital podrían incidir en la organización del trabajo, el compromiso asumido, la distribución del liderazgo y la naturaleza del vínculo interpersonal.

## Categorías de las comunidades de aprendizaje en línea
Los tipos de comunidades de aprendizaje en línea incluyen las comunidades de aprendizaje electrónico (grupos que interactúan y se conectan únicamente a través de la tecnología) y las comunidades de aprendizaje combinado (grupos que utilizan las reuniones cara a cara, así como las reuniones en línea). Basado en Riel y Polin (2004), las comunidades intencionales de aprendizaje en línea pueden ser categorizadas como basadas en el conocimiento, basadas en la práctica y basadas en las tareas. Las comunidades de aprendizaje en línea pueden centrarse en los aspectos personales, de proceso o tecnología. Pueden utilizar la tecnología y sus herramientas en muchas categorías:
- Sincrónico (como mensajería instantánea o sitios web de intercambio de idiomas y aplicaciones móviles.
- Asincrónico (como tableros de mensaje y foros de Internet).
- Blogs (como Blogger).
- Administración de curso (como Dokeos, eFront, Claroline, Moodle, Chamilo, Lectureshare o OpenLearning).
- Colaboración (Como wikis).
- Redes Sociales (como Del.icio.us y Flickr).
- Aprendizaje social.
- Universidad en línea (como la Universidad del Pueblo).
- Habilidades y plataformas de intercambio de idiomas (como eXlogue, Swapasap).[8]

Toda comunidad virtual es una comunidad de aprendizaje, mientras que una comunidad de práctica implica una instancia de mayor complejidad. Mientras que en las primeras el aprendizaje se produce a través de la interacción de sus participantes, en la segunda es la práctica en contextos de trabajo similares la que convoca a los involucrados y promueve situaciones de aprendizaje.

## Comunidades de aprendizaje en línea en entornos educativos
Gros(2011) citado por Caldeiro,  observa específicamente que el aprendizaje colaborativo en entornos mediados por la tecnología requiere de un diseño pedagógico centrado en la actividad, En este tipo de propuestas, los recursos y el acompañamiento deben estar subordinados a la tarea que se les propone a los alumnos. Este enfoque entiende que la interacción que los participantes tengan con los contenidos propuestos, tanto de manera individual como grupal, son una parte importante del proceso mismo de aprendizaje.

### El rol docente
Por otra parte, como  afirman Padilla, Ortiz y López (2015) "en una comunidad de aprendizaje la construcción del conocimiento en las aulas virtuales está asociada a la presencia docente, es decir, a la guía del asesor en los debates, no sólo para incluir problemas que generen interés y curiosidad, sino también para que los profesores soliciten a los estudiantes que fundamenten su participación, que den argumentos" Por lo tanto, en ellas existen definiciones de roles determinantes para su funcionamiento. El aprendizaje significativo está presente en estos ambientes y forma parte de la constitución de la identidad del sujeto. (Garrison, Anderson, Archer, 2000), distinguen   dos funciones principales en la presencia docente de estas comunidades: la primera es el diseño de la experiencia educativa, la cual incluye la selección, presentación y organización de un curso y sus contenidos, así como el diseño y desarrollo de actividades de aprendizaje y evaluación. La segunda función es la facilitación, la cual puede ser desarrollada no solo por el profesor, sino también por todos los participantes del curso. A estas funciones Goodyear (2001) establece otros roles: tecnólogo, administrador, facilitador o acompañante del progreso, tutor, asesor o ayudante e investigador.
En un modelo pedagógico de estas características el docente deberá desempeñar un rol en el que prevalezcan las funciones de orientador para acompañar al alumno y  de facilitador para que se produzca el aprendizaje.

### El docente como moderador
El papel que desempeñe el profesor a través de la tutoría virtual es un elemento clave para la realización de actividades formativas en una comunidad de aprendizaje en línea. Salinas (2003) en coincidencia con diversos autores, señala que el profesor en estos entornos educativos desarrolla cuatro roles básicos: pedagógico, técnico, organizacional y social. Esta última es de vital importancia para que el profesor cree un ambiente de aprendizaje socioemocional positivo que favorece tanto a los aprendizajes significativos como a la emergencia de un sentimiento de pertenencia. Algunas de las habilidades con las que debería contar un docente en el rol de moderador son:
- Un estilo de comunicación no autoritario.
- Animar la participación.
- Cuidar el uso del humor.
- No ignorar las conductas negativas , pero llamar la atención en forma privada.
- Saber iniciar y cerrar los debates.
- Comenzar cada nuevo debate pidiendo la contribución del estudiante.
- Ser amable.
- Ser atento, respetuoso y cortés.
- Debe poseer la capacidad de intervenir en público y privado.[1]

### El rol del alumno
Ardizzone y Rivoltella (2004, 119-121) citado por Almenara, nos señala que el alumno que participa en entornos virtuales deben tener dominio personal de habilidades como:
- Saber organizarse.
- Saber percibir el conjunto.
- Saber trabajar con los demás por un objetivo común.
- actitud de curiosidad y espíritu de indagación por el conocimiento.
- Deseo de trabajar en colaboración
- Una mente abierta a otras culturas y otras formas de percibir e interpretar el mundo.
- Compromiso y responsabilidad .

### El aprendizaje colaborativo y cooperativo
En las comunidades de aprendizaje en línea la colaboración entre sus miembros constituye un elemento fundamental . Gross(2001) realiza una diferenciación específica entre colaboración y cooperación afirmando que, mientras la cooperación subdivide tareas independientes y requiere de una coordinación final que ensamble las partes, la colaboración supone una articulación sincrónica en la que se conserva el concepto de un problema común a lo largo de todo el proceso. El trabajo colaborativo entonces, adquiere un carácter de mayor complejidad en tanto promuevan que las redes de aprendizaje logren un adecuado nivel de ensamblaje y sincronía entre sus miembros. Para Cabero Almenara (2006), el aprendizaje colaborativo prepara al estudiante para: asumir y cumplir compromisos grupales, ayudar a los compañeros, solicitar ayuda a los demás, aprender a aceptar los puntos de vista de los compañeros, descubrir soluciones que benefician a todos, ver puntos de vista culturales diferentes, aprender a aceptar críticas de los demás, exponer sus ideas y planteamientos en forma razonada, y familiarizarse con procesos democráticos.

## Característica de un ambiente virtual de aprendizaje en línea
Dillenbourg (2000) nos ayuda a distinguir por medio de listado de características lo que podemos entender como un Ambiente Virtual de Aprendizaje:
- Es un espacio donde las características en que se proporciona la información es diseñada.
- Un Ambiente Virtual de Aprendizaje es un espacio social, porque hay interacción.
- El espacio virtual es una representación.
- Los estudiantes no sólo son activos, también son actores, co- construyen el espacio virtual.
- El uso de los Ambientes Virtuales de Aprendizaje no está restringido a la educación a distancia.
- Un Ambiente Virtual de Aprendizaje integra múltiples herramientas.
- El Ambiente Virtual se sobrepone con el Ambiente físico.

### Metodologías
Según Cabero Almenara (2006), las metodologías aplicadas en el desarrollo de las comunidades virtuales aplicadas a la educación son básicamente tres: el aprendizaje basado en problemas, el estudio y resolución de casos, y los círculos de aprendizaje. Todas ellas bajo la perspectiva del trabajo colaborativo .